# Campeonato Baiano Segunda Divisão 2017
In 2017 werd het 48ste Campeonato Baiano Segunda Divisão gespeeld voor voetbalclubs uit de Braziliaanse staat Bahia. De competitie werd gespeeld van 15 april tot 9 juli en werd georganiseerd door de FBF. Jequié werd kampioen. 

## Eerste fase
Ypiranga trok zich voor de start van de competitie terug, alle wedstrijden werden als een 0-1 nederlaag aangerekend. 
| Plaats | Club                | Wed. | W | G | V  | Saldo | Ptn. |
| ------ | ------------------- | ---- | - | - | -- | ----- | ---- |
| 1.     | Jequié              | 10   | 6 | 3 | 1  | 15:3  | 21   |
| 2.     | PFC Cajazeiras      | 10   | 4 | 6 | 0  | 14:9  | 18   |
| 3.     | Atlético Alagoinhas | 10   | 4 | 3 | 3  | 11:11 | 15   |
| 4.     | Colo Colo           | 10   | 4 | 3 | 3  | 13:15 | 15   |
| 5.     | Teixeira de Freitas | 10   | 3 | 3 | 4  | 12:17 | 12   |
| 6.     | Ypiranga            | 10   | 0 | 0 | 10 | 0:10  | 0    |

|  | Gekwalificeerd voor finale |

## Finale
Heen
|              |                |       |                                                    |                                               |
| 1 juli 16:00 | PFC Cajazeiras | 1 – 4 | Jequié                                             | Estádio Pituaçu, Salvador Toeschouwers: 2.400 |
| 1 juli 16:00 | Índio 70'      |       | 37' Railon 41' Marcelo Pano 46' Correia 85' Robert | Estádio Pituaçu, Salvador Toeschouwers: 2.400 |

| PFC | Jequié |

Terug
|              |                        |       |                |                                                      |
| 9 juli 10:00 | Jequié                 | 3 – 1 | PFC Cajazeiras | Estádio Waldomiro Borges, Jequié Toeschouwers: 3.040 |
| 9 juli 10:00 | Tite 10' (40) Tatá 27' |       | 45+2' Indío    | Estádio Waldomiro Borges, Jequié Toeschouwers: 3.040 |

| Jequié | PFC |

## Kampioen
| Campeonato Baiano de 2017 - Segunda Divisão |
| ------------------------------------------- |
| JEQUIÉ 2º Titel                             |